# Joel Iglesias
Joel Iglesias Leyva, (agosto 1941 - 15 de noviembre de 2011, Cuba) fue un militar cubano que luchó a las órdenes del Che Guevara. Fue ascendido a teniente a los quince años y a comandante a los diecisiete años, el más joven de la Revolución cubana. Luego de la revolución fue el primer presidente de la Asociación de Jóvenes Rebeldes.

## Biografía
Nació en El Tablón, una zona rural ubicada entre Palma Soriano, San Luis y Santiago de Cuba. A los nueve años su familia se mudó a Santiago de Cuba, radicándose en el barrio de San Pedrito. Perteneció a una familia de campesinos pobres (guajiros), simpatizante del Movimiento 26 de Julio liderado por Fidel Castro.
Se unió tempranamente a las tropas guerrilleras que actuaban en Sierra Maestra, a comienzos de 1957, cuando contaba con 14 años.

Conocí al Che el 19 de mayo de 1957 en Arroyo del Indio, afluente del río Peladero en la Sierra Maestra, yo tenía 14 años de edad. Las referencias que me llegaron de él eran que se trataba de un médico argentino que estaba con Fidel.

Tuvo su bautismo de fuego el 28 de mayo de 1957, en el combate de El Uvero asignado, junto con Alejandro Oñate («Cantinflas»), al pelotón que dirigía el Che Guevara, luego del combate permanecieron con éste y «Vilo» durante cincuenta días para esconder, proteger y curar a los siete guerrilleros heridos. Cuando volvieron al campamento el Che ya tenía un pequeño ejército autónomo de 26 combatientes.
Guevara le enseñó personalmente a leer y escribir. Cuando se creó la Cuarta Columna fue uno de sus integrantes. En la batalla de El Hombrito, el 29 de noviembre de 1957, fue seriamente herido de seis balazos. Guevara lo levantó y sacó del frente de batalla y para llevarlo al hospital, donde sobrevivió luego de ser operado.
Integró también la Columna Ocho Ciro Redondo, al mando del Comandante Guevara, cuando la guerrilla bajó de la sierra para comenzar a ocupar el llano.
En la batalla de Fomento resultó malherido. Una bala le rompió la clavícula y el maxilar y le atravesó la garganta, dejándole una secuela en el habla. Lo llevaron primero a la clínica de Fomento adonde llegó Guevara mostrando el afecto que sentía por ese muchacho. Triunfante la revolución fue trasladado al Hospital Militar de La Habana donde logó recuperarse.
Luego de la revolución fue designado primer presidente de la Asociación de Jóvenes Rebeldes, luego denominada Unión de Jóvenes Comunistas, hasta 1964. Estudió Ciencias Sociales en la Escuela Superior del Partido Comunista "Ñico López", egresando en 1974.
En 1975 escribió el libro De la Sierra Maestra al Escambaray, basado en sus experiencias durante la revolución.

## Publicaciones
- Iglesias, Joel (1975). De la Sierra Maestra al Escambaray. La Habana.